# 菱角泡
菱角泡是一个位于中国吉林省前郭尔罗斯县的湖泊，面积约为2平方千米，平均水深约为2米。